# Дивље године
Дивље године је југословенска телевизијска серија из 1974. године. Серију је режирао Јован Ристић, док је сценарио написао Милан Брујић и Слободан Стојановић. Премијерно је приказана 19. јануара 1974. године на ТВ Београд, а снимљено је 16 епизода. Серија прати детињство и авантуре деце из Баваништа.

## Улоге
| Глумац             | Улога                   |
| ------------------ | ----------------------- |
| Васа Филипов       | Миша (1 еп. 1974)       |
| Ивица Никашиновић  | Грба (1 еп. 1974)       |
| Јовица Бавин       | Мита (1 еп. 1974)       |
| Богдан Радић       | Томица (1 еп. 1974)     |
| Савића Перић       | Јовица (1 еп. 1974)     |
| Јовица Маринков    | Перица (1 еп. 1974)     |
| Драган Шајковић    | Пиле (1 еп. 1974)       |
| Жељко Ранисављев   | Ђаво (1 еп. 1974)       |
| Слободан Алигрудић | Чича (1 еп. 1974)       |
| Мира Бањац         | Ката (1 еп. 1974)       |
| Петар Петковић     | Кочијаш (1 еп. 1974)    |
| Иван Шебаљ         | Сова (1 еп. 1974)       |
| Славољуб Новаковић | Стражар (1 еп. 1974)    |
| Драгутин Колесар   | (1 еп. 1974)            |
| Тања Бошковић      | (непознат број епизода) |
| Марко Николић      | (непознат број епизода) |

Комплетна ТВ екипа  ▼
| Редитељ    | Јован Ристић  | (1 еп. 1974)            |
| Сценариста | Милан Брујић  | (1 еп. 1974)            |
| Сценограф  | Миодраг Хаџић | (непознат број епизода) |